# Believers (Manga)
Believers (jap. ビリーバーズ birībāzu) ist eine abgeschlossene Manga-Serie des japanischen Zeichners Naoki Yamamoto, die dem Seinen-Genre zuzuordnen ist und mit zum Teil pornografischen Elementen (Hentai) das Leben dreier Sektenangehöriger auf einer einsamen Insel beschreibt. Der 1999 erstveröffentlichte Comic umfasst über 400 Seiten.

## Handlung
Drei Mitglieder – zwei Männer und eine Frau – einer modernen japanischen Sekte nehmen an einem speziellen Programm teil. Sie müssen auf einer abgeschiedenen Insel überleben und dabei weiterhin den Vorschriften ihres Führers gerecht werden. Nichts darf ohne die Zustimmung des Führers geschehen, damit sie ihre Erleuchtung erhalten. Geheim dürfen die drei auch nichts voreinander halten, täglich erzählen sie sich von ihren Träumen. Doch zwei der drei von der Außenwelt Abgeschnittenen geben sich schließlich menschlichen Bedürfnissen hin.

## Entstehung
Naoki Yamamoto, der bei Believers auf die Hilfe von Assistenten verzichtete und den vollständigen Manga alleine zeichnete, kam die Idee zu dem Comic nach den Giftgasanschlägen auf Tokioter U-Bahnen 1995. Der Anschlag erweckte sein Interesse für die Sekte Ōmu Shinrikyō und für die Terrororganisation Japanische Rote Armee. Nach Recherchen über die beiden Gruppierungen fragte er sich, was wohl passieren würde, wenn eine kleine Gruppe von derartigen Fanatikern auf einer abgeschiedenen Insel leben müsste.
Als Vorbild für die Insel diente Yamamoto Second Sea Fortress, eine in den 1910er-Jahren künstlich geschaffene Insel nahe der Bucht von Tokio, die beim Großen Kantō-Erdbeben im Jahr 1923 zerstört wurde. Bilder der Insel, die seit ihrer Zerstörung kaum verändert worden war, sah er im Big-Comic-Magazin 100 Ruins. Durch seine Beziehungen zum Shogakukan-Verlag konnte er sich diese Bilder ausleihen. Später, als er Believers bereits zur Hälfte fertiggezeichnet hatte, reiste er auch selbst auf die Insel, gemeinsam mit einem Model und weiteren. Dort arrangierte er Nacktphotos und machte Landschaftsaufnahmen, die er teilweise direkt in gezeichneter Form in den Manga einbaute.

## Veröffentlichungen
Believers erschien in Japan von Mai 1999 bis November 1999 in Einzelkapiteln im Manga-Magazin Big Comic Spirits, in dem unter anderem auch Oishinbo von Akira Hanasaki und Tetsu Kariya und Ii Hito von Shin Takahashi erschienen sind. Der Shogakukan-Verlag veröffentlichte diese Einzelkapitel im Dezember 1999 und Januar 2000 auch in Form von zwei Sammelbänden.